# توم سبنسر (لاعب كرة قاعدة)
توم سبنسر (بالإنجليزية: Tom Spencer)‏ هو لاعب كرة قاعدة أمريكي، ولد في 28 فبراير 1951 في غاليبوليس في الولايات المتحدة.